# サマーフィールド (オハイオ州)
サマーフィールド（英: Summerfield）は、アメリカ合衆国のオハイオ州ノーブル郡にある村。2000年国勢調査時の人口は296人。

## 地理
国勢調査局の調査では総面積1.0平方キロ（0.4平方マイル）で、全域を陸地が占める。

## 人口動態
2000年の国勢調査時点でこの村には296人、103世帯、77家族が暮らしていた。人口密度は1平方キロあたり308.9人で、平方マイルに換算すると799.3人となる。住居数は116軒で、1平方キロあたりに121.0軒（1平方マイルあたりでは313.3軒）建っていることになる。住民は全員白人。
103世帯のうち45.6%は18歳未満の子供と暮らしており、60.2%は夫婦で生活している。9.7%は未婚の女性が世帯主であり、24.3%は家族以外の住人と同居している。20.4%が独り身世帯で、14.6%を独居老人が占める。1世帯あたりの平均構成人数は2.87人、家庭の構成人数は3.38人である。
住民のうち35.8%が18歳未満の未成年、8.1%が18歳以上24歳以下、24.7%が25歳以上44歳以下、19.6%が45歳以上64歳以下、11.8%が65歳以上となっており、平均年齢は28歳である。女性100人に対し男性が89.7人いる一方、18歳以上の女性100人ごとに対しては81.0人いる。
一世帯あたりの平均収入は28,750米ドルで、家族ごとでは29,844米ドルである。男性の平均収入は29,375米ドル、女性の平均収入は16,250米ドルで、労働者でない人々も含めた住民一人当たりの収入は15,132米ドルとなる。総人口の19.8%、家族の16.7%、18歳未満の子どもの17.5%、および65歳以上の老人の24.4%は貧困線以下の収入で生計を立てている。
およそ20人から成る消防団があり、郡の東部を管轄している。

## 出身有名人
- ジェイムズ・M・タトル - 南北戦争の連合国側将官で、1863年アイオワ州知事選の民主党候補者